# Chris Nilan
Christopher John "Chris" Nilan, född 9 februari 1958, är en amerikansk före detta professionell ishockeyforward som tillbringade tretton säsonger i den nordamerikanska ishockeyligan National Hockey League (NHL), där han spelade för ishockeyorganisationerna Montreal Canadiens, New York Rangers och Boston Bruins. Han producerade 225 poäng (110 mål och 115 assists) samt drog på sig 3 043 utvisningsminuter på 688 grundspelsmatcher. Nilan har även spelat för Nova Scotia Voyageurs i American Hockey League (AHL) och Northeastern Huskies i National Collegiate Athletic Association (NCAA).
Han draftades av Montreal Canadiens i 19:e rundan i 1978 års draft som 231:a spelare totalt och där var han med och vinna Stanley Cup med dem för säsongen 1985–1986.
Nilan var en beryktad slagskämpe (enforcer) och är den nionde mest utvisade spelaren i NHL:s historia.
Efter spelarkarriären var han assisterande tränare för New Jersey Devils för säsongen 1995-1996 och tränare för Chesapeake Icebreakers i ECHL mellan 1997 och 1999. Annars har han arbetat bland annat som försäkringsmäklare, föreläsare och radiopratare. Mellan 1981 och 2006 var Nilan gift med dottern till Teresa Stanley, som var en långvarig flickvän till James J. "Whitey" Bulger, som var en ökänd maffiaboss och som ledde den irländska maffian i Boston, Massachusetts under många år.

## Statistik
| 1976–1977   | Northeastern Huskies  | NCAA        | 20  | 3   | 2   | 5   | —    | —   | — | — | —  | —   |
| 1977–1978   | Northeastern Huskies  | NCAA        | 20  | 8   | 9   | 17  | —    | —   | — | — | —  | —   |
| 1978–1979   | Northeastern Huskies  | NCAA        | 26  | 9   | 17  | 26  | 92   | —   | — | — | —  | —   |
| 1979–1980   | Montreal Canadiens    | NHL         | 15  | 0   | 2   | 2   | 50   | 5   | 0 | 0 | 0  | 2   |
|             | Nova Scotia Voyageurs | AHL         | 49  | 15  | 10  | 25  | 304  | —   | — | — | —  | —   |
| 1980–1981   | Montreal Canadiens    | NHL         | 57  | 7   | 8   | 15  | 262  | 2   | 0 | 0 | 0  | 0   |
| 1981–1982   | Montreal Canadiens    | NHL         | 49  | 7   | 4   | 11  | 204  | 5   | 1 | 1 | 2  | 22  |
| 1982–1983   | Montreal Canadiens    | NHL         | 66  | 6   | 8   | 14  | 213  | 3   | 0 | 0 | 0  | 5   |
| 1983–1984   | Montreal Canadiens    | NHL         | 76  | 16  | 10  | 26  | 338  | 15  | 1 | 0 | 1  | 81  |
| 1984–1985   | Montreal Canadiens    | NHL         | 77  | 21  | 16  | 37  | 358  | 12  | 2 | 1 | 3  | 81  |
| 1985–1986   | Montreal Canadiens    | NHL         | 72  | 19  | 15  | 34  | 274  | 18  | 1 | 2 | 3  | 141 |
| 1986–1987   | Montreal Canadiens    | NHL         | 44  | 4   | 16  | 20  | 266  | 17  | 3 | 0 | 3  | 75  |
| 1987–1988   | Montreal Canadiens    | NHL         | 50  | 7   | 5   | 12  | 209  | —   | — | — | —  | —   |
|             | New York Rangers      | NHL         | 22  | 3   | 5   | 8   | 96   | —   | — | — | —  | —   |
| 1988–1989   | New York Rangers      | NHL         | 38  | 7   | 7   | 14  | 177  | 4   | 0 | 1 | 1  | 38  |
| 1989–1990   | New York Rangers      | NHL         | 25  | 1   | 2   | 3   | 59   | 4   | 0 | 1 | 1  | 19  |
| 1990–1991   | Boston Bruins         | NHL         | 41  | 6   | 9   | 15  | 277  | 19  | 0 | 2 | 2  | 62  |
| 1991–1992   | Boston Bruins         | NHL         | 39  | 5   | 5   | 10  | 186  | —   | — | — | —  | —   |
|             | Montreal Canadiens    | NHL         | 17  | 1   | 3   | 4   | 74   | 7   | 0 | 1 | 1  | 15  |
| NHL totalt  | NHL totalt            | NHL totalt  | 688 | 110 | 115 | 225 | 3043 | 111 | 8 | 9 | 17 | 541 |
| AHL totalt  | AHL totalt            | AHL totalt  | 49  | 15  | 10  | 25  | 304  | 15  | 9 | 6 | 15 | 2   |
| NCAA totalt | NCAA totalt           | NCAA totalt | 66  | 20  | 28  | 48  | 92   | —   | — | — | —  | —   |